# Шепсескара
Шепсескара — фараон Древнего Египта, правивший приблизительно в 2465 — 2460 годах до н. э.; из V династии.

## Правление Шепсескара

### Время правления
Имя Шепсескара сохранилось в Саккарском списке фараонов; там он находится между Нефериркара и Хаинеферра (Неферефра). Абидосский список совершенно не упоминает его. Древнеегипетский историк Манефон называет этого фараона Сисиресом и говорит, что правление его длилось 7 лет.
Туринский царский папирус также отводит Шепсескара 7 лет правления. В Туринском папирусе его имя не сохранилось, а известно только количество лет его правления. Однако, судя по небольшому количеству надписей оставшихся от правления этого царя и его незаконченной пирамиде, правление этого фараона вряд ли могло превышать 1 год. Две цилиндрические и ещё несколько глиняных печатей обнаруженных на месте его предполагаемого захоронения в Абусире — это всё, что сохранилось от этого фараона.
Печати с его хоровым именем Хор Сехем-хау были обнаружены в 1982 году в старейшей части храма Неферефра, который не был достроен при жизни Неферефра. Из этого делается вывод, что Шепсескара мог править после Неферефра, причём последовательность фараонов была спутана впоследствии, в период династической неразберихи.
В своей стеле вельможа V династии Кхау-Птах (Khau-Ptah) перечисляет непрерывную вереницу фараонов которым он служил, а именно: Сахура, Нефериркара, Неферефра и Ниусерра. Как мы видим, Шепсескара вообще не упоминается здесь между Нефериркара и Ниусерра, что также наводит на мысль, что он в более поздних списках поставлен не на своё место или, по крайней мере, правил так мало, что даже не удосужился упоминания у своих современников.

## Имена фараона
| G5 |

| G5 |

| S42 | N28 | G43 |

| S42 | N28 | G43 |

| nswt&bity |

| nswt&bity |

| Ba15 | N5 | A50 | S29 | Ba15a | S29 | D28 |

| Ba15 | N5 | A50 | S29 | Ba15a | S29 | D28 |

| Ba15 | N5 | A50 | S29 | Ba15a | S29 | D28 |

| Ba15 | N5 | A50 | S29 | Ba15a | S29 | D28 |

| Ba15 | N5 | A50 | S29 | Ba15a | S29 | D28 |

| Ba15 | N5 | A50 | S29 | Ba15a | S29 | D28 |

| Ba15 | N5 | A50 | S29 | Ba15a | S29 | D28 |

| Ba15 | N5 | A50 | S29 | Ba15a | S29 | D28 |

| N5 | A50 | S29 | S29 | D28 |

| N5 | A50 | S29 | S29 | D28 |

| N5 | A50 | S29 | S29 | D28 |

| N5 | A50 | S29 | S29 | D28 |

| N5 | A50 | S29 | S29 | D28 |

| N5 | A50 | S29 | S29 | D28 |

| N5 | A50 | S29 | S29 | D28 |

| N5 | A50 | S29 | S29 | D28 |

| R8 | G43 | F12 · S29 · D21 |

| R8 | G43 | F12 · S29 · D21 |

| R8 | G43 | F12 · S29 · D21 |

| R8 | G43 | F12 · S29 · D21 |

| R8 | G43 | F12 · S29 · D21 |

| R8 | G43 | F12 · S29 · D21 |

| R8 | G43 | F12 · S29 · D21 |

| R8 | G43 | F12 · S29 · D21 |

### Пирамида Шепсескара

План Абусира

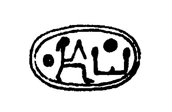
Рисунок Флиндерса Петри печати с именем Шепсескара на скарабеи

Шепсескара приписывается незаконченная (а, вернее, только начатая) пирамида севернее пирамиды Сахура. Никаких данных, подтверждающих это, не существует; эта же пирамида приписывается некоторыми историками и Менкаухору, ещё одному фараону V династии, пирамида которого также не идентифицирована. Работы по постройке этой пирамиды были прерваны буквально спустя один или два месяца после начала. Фактически, было просто выровнено место под пирамиду, а копание шахты для строительства подземных погребальных покоев только началось. На основании того, что согласно многим современным тому времени документам пирамида Менкаухора, вероятно была достроена и, по всей вероятности, находилась в Саккара или Дахшуре, недостроенную пирамиду в Абусире можно с достаточной уверенностью отнести к Шепсескара.
Традиционно правление Шепсескара помещается между фараонами Неферикара Какаи и Неферефра. Однако на основании вышесказанного, выдвигается гипотеза, противоречащая устоявшимся представлениям об этом фараоне: она предполагает, что Шепсескара не предшествовал, а наследовал Неферефра. Шепсескара мог быть сыном Сахура (о чём может говорить близкое расположение их пирамид), захватившим власть после скоропостижной смерти Неферефра. Возможно, он состоял в браке с Нимаатхап II, мастаба которой находится на западе некрополя в Гизе (G 4712).
Однако, Шепсескара не удержался на троне и после нескольких месяцев правления был смещён Ниусерра, младшим братом Неферефра и сыном Нефериркара от царицы Хенткаус II. Скорое свержение Шепсескара, возможно, объясняет, почему Нимаатхап погребена в Гизе, а не в Абусире.
| V династия                        |                                                                      |                     |
| Предшественник: Нефериркара Какаи | фараон Египта ок. 2463 — 2456 до н. э. (правил приблизительно 7 лет) | Преемник: Неферефра |